# Malaltia de Scheuermann
La malaltia de Scheuermann és una trastorn l'esquelet autolimitat de la infància. És també conegut com a cifosi de Scheuermann (ja que du a una cifosi), osteocondrosi juvenil de la columna vertebral i osteocondrosi epifisial dels cossos vertebrals. Porta el nom de Holger Werfel Scheuermann.
La malaltia de Scheuermann comporta que les vèrtebres creixin de forma desigual pel que fa a la pla sagital, és a dir, l'angle anterior sol ser més gran que la posterior. Aquest creixement desigual du a la forma de "falca" de les vèrtebres, causant la cifosi.